# Волосожар Тетяна Андріївна
Тетя́на Андрі́ївна Волосожа́р (нар.5 травня 1986, Дніпропетровськ, Українська РСР) — українська та російська фігуристка, яка виступала у парному спортивному фігурному катанні. З 2004 року виступала в парі з Станіславом Морозовим, разом з яким є чотириразовою чемпіонкою з фігурного катання України (2005, 2007, 2008 і 2010 роки), неодноразова учасниця чемпіонатів світу і Європи з фігурного катання, інших міжнародних змагань найвищого рівня (найкращі досягнення — срібло Зимових Універсіад 2005 і 2007 рр., призові місця етапів серії Гран-Прі сезону 2008/2009, на ЧС з фігурного катання — 4-е місце 2007 року, на ЧЄ з фігурного катання — 4-ті місця три роки поспіль від 2008 року). З сезону 2010/2011 представляє Росію. 2014 року стала олімпійською чемпіонкою в командних змаганнях.

## Кар'єра

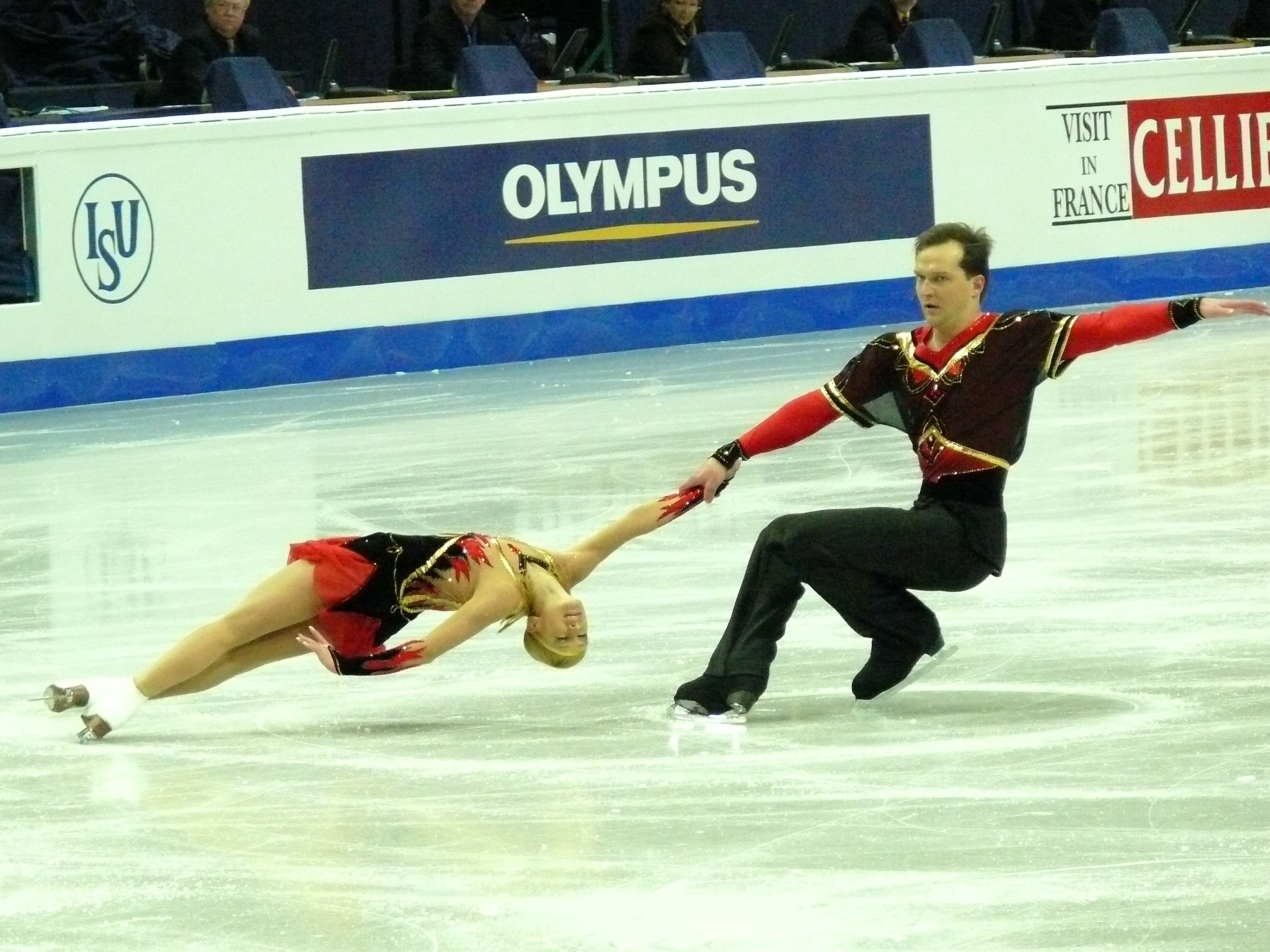
Тетяна Волосожар і Станіслав Морозов на Чемпіонаті світу з фігурного катання 2008 року.

Татяна почала займатися фігурним катанням в 5-річному віці в СК «Метеор» (м. Дніпропетровськ). Першим її тренером був В'ячеслав Ткаченко, першим партнером — Петро Харченко.
У 2004 році Т.Волосожар встала в пару зі Станіславом Морозовим. З ним вони тричі перемагали на Українській національній першості з фігурного катання, брали участь у ХХ Зимовій Олімпіаді (Турин, 2006), де стали 12—ми.
Пара тренувалася в українського фахівця Галина Кухар у Києві, постановником програм виступав Микола Морозов.
Влітку 2008 року було оголошено про переїзд пари Волосожар/Морозов до Німеччини для роботи з тренером Інґо Штойєром. Ця зміна не в останню чергу пов'язана із закриттям в Україні ковзанки, на якій тренувалися спортсмени.
Початок сезону 2008/2009 видався для пари Волосожар/Морозов доволі вдалим — пара успішно виступала на етапах серії Гран-Прі, ставши третьою на «Cup of Russia» і другою на «Cup of China», таким чином, вперше у кар'єрі, відібравшись на Фінал Гран-прі з фігурного катання, де фігуристи зайняли доволі високе 4-е місце.
По поверненні з Кореї на тренувальну базу в німецькому Хємніці, спортсмени вирішили не брати участі в Національній першості України з фігурного катання 2009 року (з огляду на додаткові незручності з перельотами і фінансовим недозабезпеченням, а також через фактичну відсутність конкуренції на турнірі), натомість пара взяла участь у відкритій першості Німеччини з фігурного катання, де виступили найкраще з-поміж інших закордонних пар.
На Чемпіонаті Європи з фігурного катання 2009 року пара Волосожар/Морозов посіла 4-е місце.
Перед від'їздом на ЧС-2009 (Лос-Анджелес, США) у Т. Волосожар і С. Морозова виникли певні проблеми з фінансуванням, про що спортсмени відкрито заявили, в тому числі і критикуючи Національну Федерації України з фігурного катання на ковзанах та її очільницю Л.Супрун, однак зрештою найкраща українська спортивна пара виїхала на ЧС-2009, на якому посіла 6-у позицію, забезпечивши участь на ЧС-2010 участь 2 спортивних пар від України.
Сезон 2009/2010 пара розпочала з обнадійливого «срібного» успіху на турнірі «Nebelhorn Trophy» наприкінці вересня 2009 року, щоправда основні конкуренти — російські спортивні пари участі в змаганнях не брали. Попри успішні виступи на етапах серії Гран-Прі — срібло на «Skate America»—2009 та бронзу на «Cup of China»—2009 не змогли відібратися до Фіналу Гран-Прі, хоча були близькими за очками. На ЧЄ—2010 з фігурного катання в Таллінні втреттє поспіль стали 4-тими. На головних стартах сезону — турнірі спортивних пар на XXI Зимовій Олімпіаді (Ванкувер, Канада, 2010) показали 8-й результат.

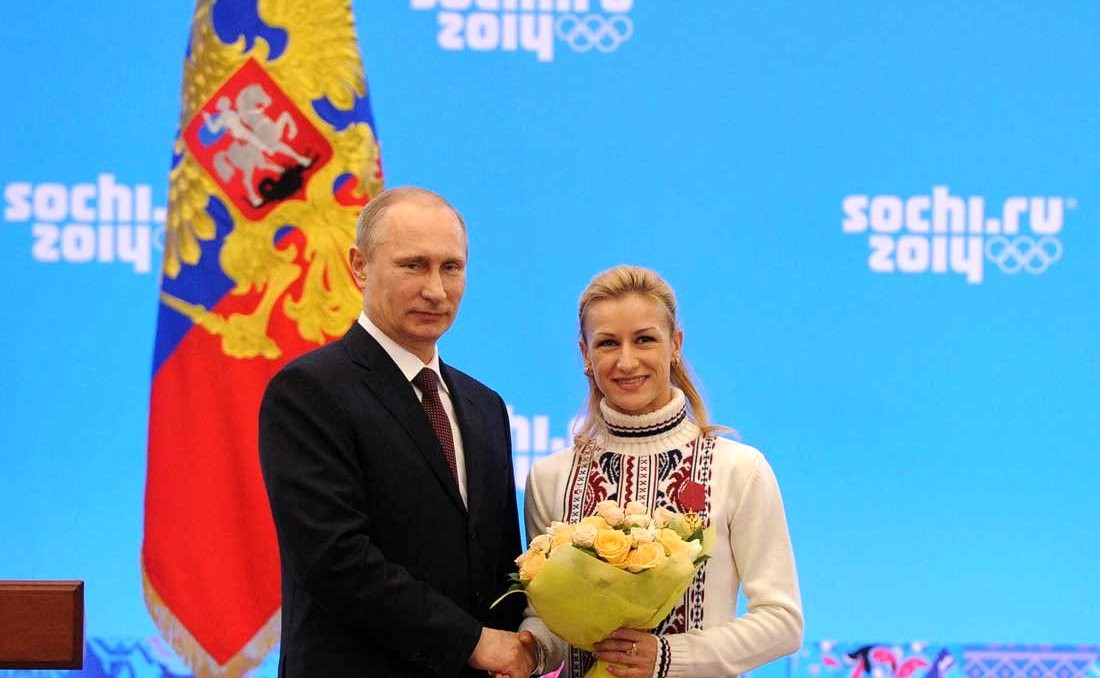
Тетяна Волосожар з Володимиром Путіним, 2014.

Пара Морозов-Волосожар остаточно завершила кар"єру любителів та виступила у декількох льодових шоу. Очікується, що одна з найкращих парниць світу, Тетяна стане у пару з російським фігуристом Максимом Траньковим, що припинив виступати з Марією Мухортовою, і буде другою спортивною парою у збірній Російської Федерації.

## Спортивні досягнення
(зі Станіславом Морозовим)
| Змагання/Сезон                         | 2004/2005 | 2005/2006 | 2006/2007 | 2007/2008 | 2008/2009 | 2009/2010 |
| -------------------------------------- | --------- | --------- | --------- | --------- | --------- | --------- |
| Зимові Олімпійські ігри                |           | 12        |           |           |           | 8         |
| Чемпіонати світу з фігурного катання   | 10        | 10        | 4         | 9         | 6         |           |
| Чемпіонати Європи з фігурного катання  | 5         |           | 5         | 4         | 4         | 4         |
| Чемпіонати України з фігурного катання | 1         |           | 1         | 1         |           | 1         |
| Фінал Гран-прі з фігурного катання     |           |           |           |           | 4         |           |
| Етапи Гран-Прі: «Skate America»        |           |           |           |           |           | 2         |
| Етапи Гран-Прі: «Cup of China»         |           |           |           |           | 2         | 3         |
| Етапи Гран-Прі: «NHK Trophy»           |           |           |           | 4         |           |           |
| Етапи Гран-Прі: «Trophee Eric Bompard» |           |           |           | 5         |           |           |
| Етапи Гран-Прі: «Cup of Russia»        | 5         |           |           |           | 3         |           |
| Турніри «Nebelhorn Trophy»             |           |           |           |           | 3         | 2         |
| Зимові Універсіади                     | 2         |           | 2         |           |           |           |
| Меморіали Карла Шефера                 | 1         |           |           |           |           |           |

(з Максимом Траньковим)
| Змагання/Сезон                                  | 2010–2011 | 2011–2012 | 2012–2013 | 2013–2014 |
| ----------------------------------------------- | --------- | --------- | --------- | --------- |
| Зимові Олімпійські ігри. індивідуальні змагання |           |           |           | 1         |
| Зимові Олімпійські ігри. Командні змагання      |           |           |           | 1         |
| Чемпіонати світу. Індивідуальні змагання        | 2         | 2         | 1         |           |
| Чемпіонати світу. командні змагання             |           |           |           |           |
| Чемпіонати Європи                               |           | 1         | 1         | 1         |
| Чемпіонати Росії                                | 1         |           | 1         |           |
| Фінали Гран-прі                                 |           | 2         | 1         | 2         |
| Етапи Гран-прі: Skate America                   |           |           | 1         | 1         |
| Етапи Гран-прі: Skate Canada                    |           | 1         |           |           |
| Етапи Гран-прі: Cup of Russia                   |           |           | 1         |           |
| Етапи Гран-прі: NHK Trophy                      |           |           |           | 1         |
| Етапи Гран-прі: Trophee Eric Bompard            |           | 1         |           |           |
| Меморіал Ондрея Непели                          |           | 1         |           |           |
| Nebelhorn Trophy                                |           | 1         | 1         | 1         |
| Mont Blanc Trophy                               | 1         |           |           |           |

## Виноски
1. ↑  Найкраща фігуристка України стала росіянкою. Архів оригіналу за 10 жовтня 2010. Процитовано 6 жовтня 2010.
2. ↑  Волосожар і Морозов переїжджають до Німеччини. Архів оригіналу за 17 червня 2008. Процитовано 24 березня 2009.
3. ↑  Тетяна Волосожар: перехід до Інґо Штойєра в тому числі пов'язаний із закриттям в Україні єдиної ковзанки[недоступне посилання з травня 2019]
4. ↑  Медалі за свій рахунок
5. ↑  Результати позаконкурсних виступів на сайті Німецької Федерації фігурного катання. Архів оригіналу за 3 березня 2009. Процитовано 24 березня 2009.
6. ↑  Романчук СвятославЛьодове побоїще. Збірна України з фігурного катання відбула до Лос-Анджелеса на Чемпіонат світу [Архівовано 4 вересня 2014 у Wayback Machine.] // «Український Тиждень» (укр.)
7. ↑  Ирина ГОЛИНЬКО, Анна САВЧИК Чемпионат с подтекстом. Во вторник стартует чемпионат мира по фигурному катанию // газ. «СЭ в Украине» (рос.)